# Субпрефектура Ипиранга
Субпрефектура Ипиранга (порт. Subprefeitura do Ipiranga) — одна из 31 субпрефектур города Сан-Паулу, размещена в юго-восточной части города. Общая площадь 37,5 км². Численность населения — 427 585 жителей.
В составе субпрефектуры Се 3 округа:
- Ипиранга (Ipiranga)
- Курсину (Cursino)
- Сакома (Sacomã)